# Schizostella bifurcata
Schizostella bifurcata är en ormstjärneart som beskrevs av A.H. Clark 1952. Schizostella bifurcata ingår i släktet Schizostella och familjen medusahuvuden. Inga underarter finns listade i Catalogue of Life.